# Microptila taji
Microptila taji är en nattsländeart som beskrevs av Wells 1993. Microptila taji ingår i släktet Microptila och familjen smånattsländor. Inga underarter finns listade i Catalogue of Life.